# Pelican comun
Pelicanul comun (Pelecanus onocrotalus) este o pasăre mare, migratoare, ihtiofagă, cu penaj alb, marginea aripilor neagră și cu un cioc lung și încovoiat la vârf și un sac (pungă) de piele galbenă și elastică sub maxilarul inferior în care adună peștii cu care se hrănește; este bun înotător și zboară cu ușurință pe distanțe lungi; trăiește în colonii în stufăriș din sud-estul Europei (majoritatea în Delta Dunării) până în estul Mongoliei și Africa. Este o specie rară,  ocrotită la nivel internațional, fiind inclusă în Cartea Roșie și o specie-simbol pentru Delta Dunării.

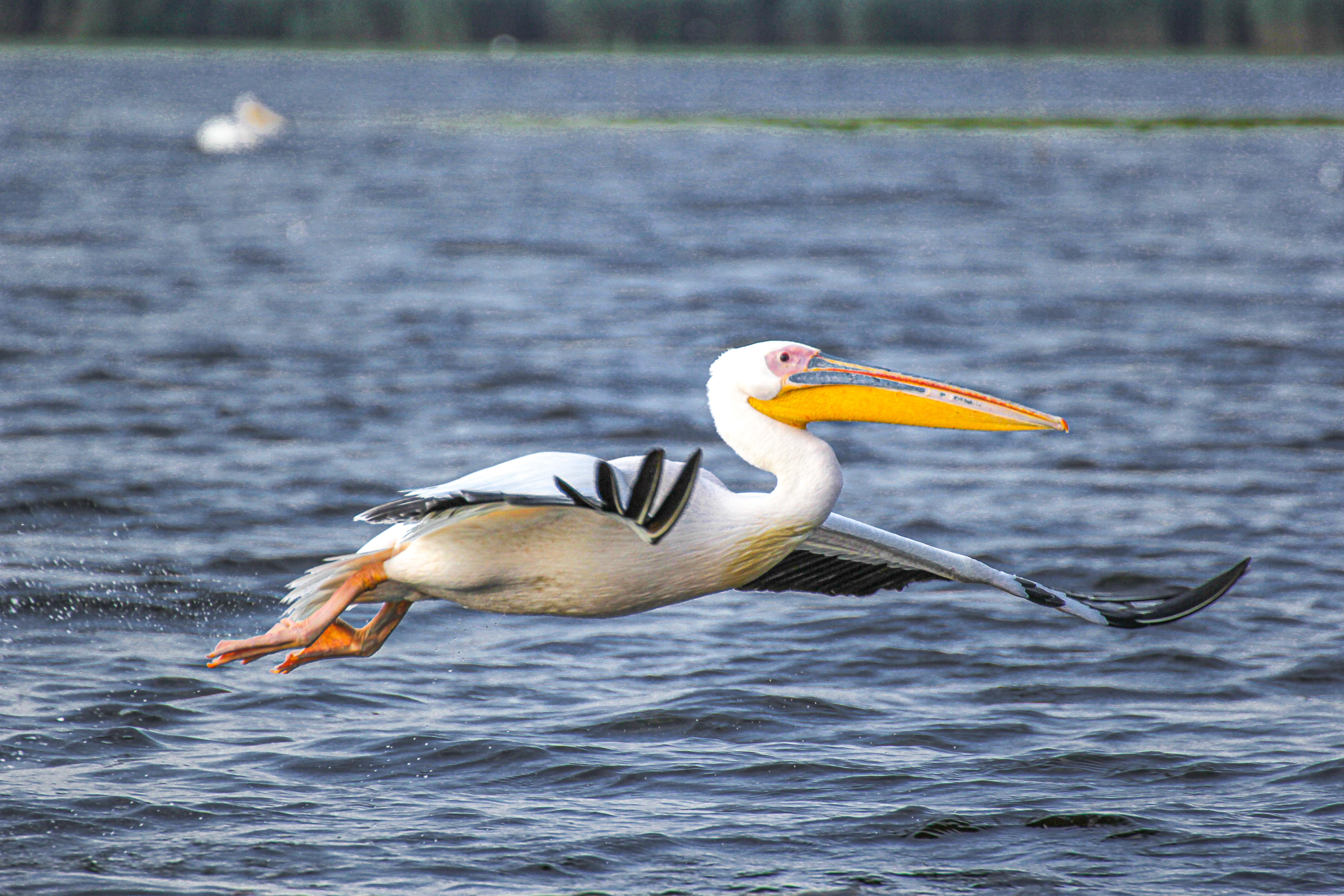
Pelican din Delta Dunării